# Vegetarisk

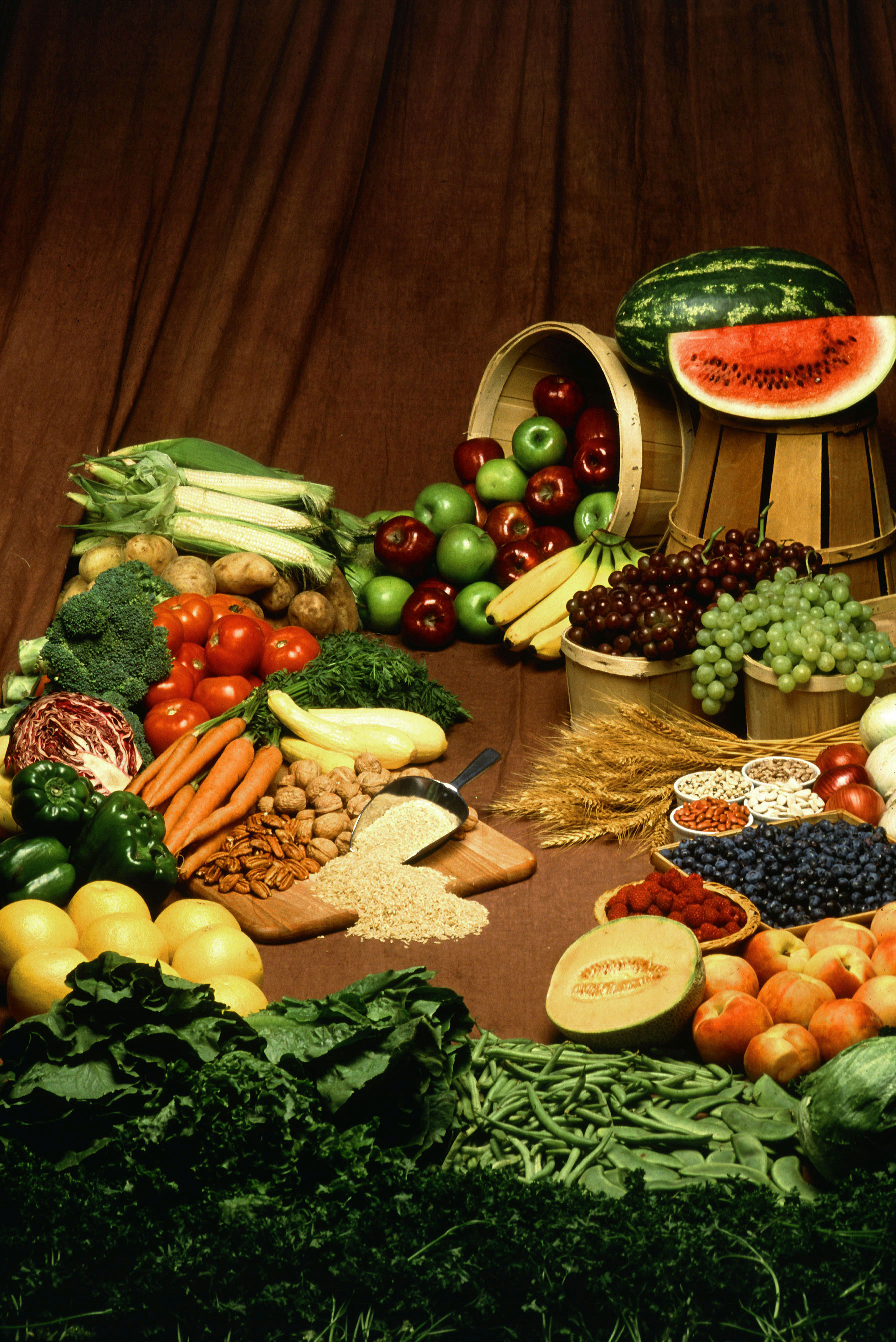
Vegetarisk mat

Vegetarisk avser sådan föda som inte härstammar från djurriket, det vill säga föda som härstammar från växt- och svampriket.

## Märkning av livsmedel
Enligt 5§ i märkningsföreskriften (LIVSFS 2004:27) får märkningen på livsmedel inte vilseleda konsumenten, i synnerhet inte om det gäller produktens egenskaper och sammansättning. Enligt Livsmedelsverket föreskrifter innebär det att begreppet vegetariskt för att inte vara vilseledande för konsumenten endast får användas på produkter som inte innehåller ingredienser eller tillsatser av animaliskt ursprung.